# Xian de Hu
Pour les articles homonymes, voir HU.
Le xian de Hu (户县 ; pinyin : Hù Xiàn) est un district administratif de la province du Shaanxi en Chine. Il est placé sous la juridiction de la ville sous-provinciale de Xi'an.

## Démographie
La population du district était de 559 881 habitants en 1999.